# Mercedes D.IV

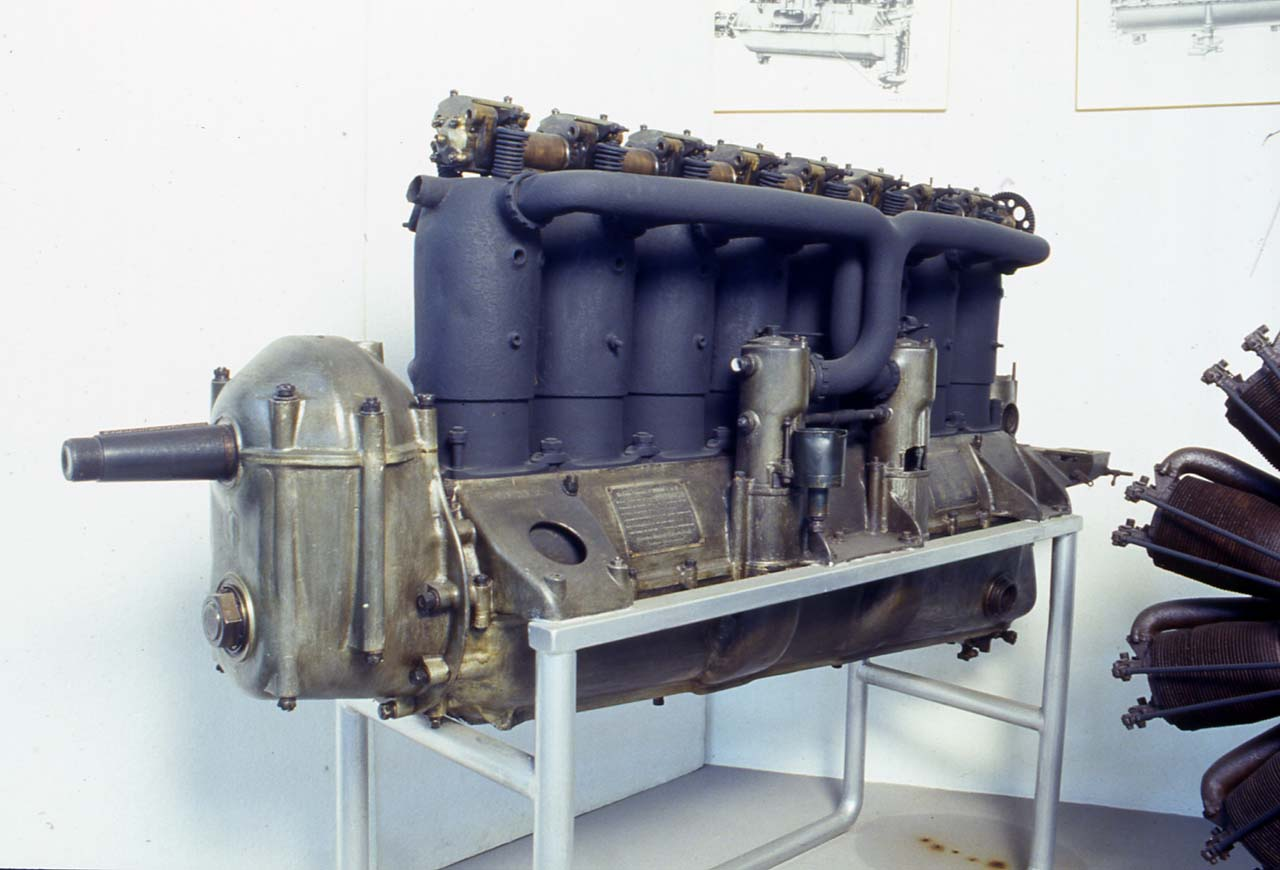
Un moteur Mercedes D.IV de 1918 au musée des sciences et des techniques Léonard de Vinci à Milan.

Le Mercedes D.IV est un moteur en ligne d'avion à huit cylindres refroidi par liquide construit par Daimler-Motoren-Gesellschaft (DMG). Il fut utilisé sur un petit nombre d’avions allemands pendant la Première Guerre mondiale.

## Conception
La conception du Mercedes D.IV était basée sur les pistons de l’omniprésent Mercedes D.III à 6 cylindres. Il développait 217 ch (162 kW), ce qui en faisait un moteur de classe IV en vertu du système de classification de l'Idflieg alors en vigueur en Allemagne impériale. Il utilisait un réducteur. 
Sa fiabilité s'est révélée médiocre. Son long vilebrequin notamment, utilisé pour passer des 6 cylindres en ligne du D.III à 8 cylindres, était vulnérable à la rupture. Le D.IV s'étant avéré décevant, il a été supplanté en production par le Mercedes D.IVa à six cylindres indépendants.

## Applications
- AEG C.V
- AEG G.III
- AEG R.I
- AGO C.II
- AGO C.VIII
- Albatros C.V
- DFW R.I
- Gotha G.II
- LVG C.IV

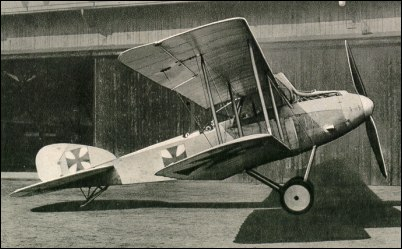
Albatros C.V

- plusieurs Riesenflugzeug (avions géants)